# Пален, Алексей Петрович
Алексей Петрович фон дер Пален (Алексис Фридрих Леонид фон дер Пален, нем. Alexis Friedrich Leonid von der Pahlen; 25 марта 1874 года — 6 июня 1938 года) — граф, генерал-лейтенант, участник Первой мировой войны и белогвардейского движения во время Гражданской войны, выпускник Санкт-Петербургского университета.

## Биография
Закончил Санкт-Петербургский университет. В 1887 году окончил курс Николаевского кавалерийского училища. Служил в 13-м драгунском полке. В 1912 году уволился из армии. С 1915 года участвовал в Первой мировой войне; с 07.12.1915 помощник командира лейб-гвардии Конного полка; командир Стрелкового полка 1-й Гвардейской кавалерийской дивизии с 01—03.1917. В начале 1917 года проживал в Петербурге, где совместно с Петром Врангелем участвовал в создании подпольной офицерской организации.
После Октябрьской революции проживал в родовом имении Каутсемюнде. После наступления Красной Армии на Ригу перебрался в Ревель и стал ближайшим помощником генерала Родзянко в создании Северного Корпуса .Организовал батальон из пленных красноармейцев.Командир 2-го Островского полка, 07—17.05.1919. Командир отряда, 18.05— 10.06.1919. Командир 2-й бригады (со 2-м Островским, 3-м Талабским и 9-м Волынским полками), 11.06—27.06.1919.  30 мая 1919 года получил чин генерал-майора с назначением начальником 2-й дивизии Северного Корпуса. 27 июня 1919 года был назначен командиром 1-го стрелкового корпуса.При контрнаступлении 07.1918 войск Красной армии  корпус генерала Палена отступил и 05.08.1919 вынужден был оставить Ямбург.
В «октябрьском наступлении» 1919 Северо-Западной армии 1-й корпус генерала Палена, переправившись через реку Луга в районе Сабска, двинулся через Волосово на Гатчину и, захватив Веймарн, через Ропшу и Кипень 16.10.1919 вышел к Красному селу. К 22.10.1919 войска 1-го корпуса вышли (у Лигово и Царского Села) на подступы Петрограда. За выдающиеся боевые успехи генерал-майор Пален 12 октября 1919 года был произведен в чин генерал-лейтенанта.
28 июня 1920 года по договорённости с Русским политическим комитетом командовал 2-й дивизией численностью около 2500 военнослужащих,состоявшей из жителей Псковской и Витебской губерний. Позднее это подразделение вошло в состав 3-й Русской Армии генерала Пермикина, сформированной на территории Польши как часть Русской Армии под командованием Петра Врангеля.В боевых действиях дивизия Палена участия не принимала.Вступив в конфликт с Савинковым,2 февраля 1921 года издал приказ о вступлении в командование частями 3-й Русской Армии,но был интернирован польскими властями.
С 1921 года проживал в Данциге. До Второй мировой войны проживал в родовом имении в Латвии. Скончался 6 июня 1938 года в Бойене.